# Стивенс, Джимми
Джимми Стивенс также известный как «Моисей» (англ. Jimmy Stevens; 1920 — 24 февраля 1994) — политический деятель Новых Гебрид, позднее Вануату. Лидер националистической организации «NaGriamel». В 1980 году провозгласил независимость «Государства Вемерана» и объявил себя его премьер-министром.

## Биография
Джимми Стивенс был метисом и имел частично европейское, частично меланезийское и частично полинезийское происхождение. Он утверждал, что его отец был шотландцем и что его мать была с острова Тонга.
Будучи лидером консервативного движения «Nagriamel», он объявил независимость «Государство Вемерана» на острове Эспириту-Санто в июне 1980 года и назвал себя «премьер-министром». После того как Республика Вануату получила независимость в июле того же года, премьер-министр Уолтер Лини попросил правительство Папуа-Новой Гвинеи развернуть войска для подавления восстания, которое было подавлено в августе 1980 года.
На судебном процессе Стивенса выяснилось, что Стивенс и «NaGriamel» получили 250 000 долларов США от американского фонда «Феникс». Стивенс был осужден и приговорен к 14 годам тюремного заключения. В сентябре 1982 года Стивенс совершил побег из тюрьмы, однако через два дня был вновь арестован. Стивенс был освобождён из тюрьмы 14 августа 1991 года.
У него было 23 жены от которых родилось четыре десятка детей. Он умер на острове Эспириту-Санто от рака желудка.